# Systellura
Systellura es un género de aves caprimulgiformes perteneciente a la familia Caprimulgidae, propio de América del Sur. Generalmente se considera un género monotípico, siendo su único miembro S. longirostris.

## Especies
Generalmente se considera un género monotípico, conformado únicamente por la siguiente especie:
- S. longirostris (Bonaparte, 1825).[1][2]

Ciertas autoridades taxonómicas agrupan en este género, con rasgo de especie a:
- S. roraimae Chapman, 1929;[3] y
- S. decussata (Tschudi, 1844).[3][4]